# فرودگاه زرقان
فرودگاه شهدای زرقان فرودگاهی در استان فارس شهر زرقان، ایران است. این فرودگاه ۲۵ کیلومتری شهر شیراز می‌باشد.
این فرودگاه با کاربری آموزشی و تفریحی برای نشست و برخاست هواپیماهای فوق‌سبک طراحی شده‌است.
این فرودگاه در ۲۵ کیلومتری شهر شیراز واقع شده‌است. وسعت این مجموعه حدود شش هکتار است و دارای یک باند خاکی، یک باند آسفالت، حدود یک هزار متر مربع آشیانه، ساختمان اداری و یک مهمانسرا است.
در فرودگاه زرقان دوره‌های خلبانی با هواپیمای فوق سبک، اجاره هواپیما و پروازهای تفریحی برای مشاهده چشم‌اندازی از رشته کوه‌های زیبای زاگرس، سد درود زن، دریاچه بختگان، مجموعه تخت جمشید، ستخر گزین و… صورت می‌گیرد.
این فرودگاه توسط بخش خصوصی اداره می‌شود. هم‌اکنون شرکت هوانوردی عرشیان پرواز سوها مستقر در فرودگاه زرقان است. این شرکت از سال ۱۴۰۲ فعالیت خود را در زمینه هوانوردی عمومی آغاز کرد است.کاپتان علیرضا خواجه به عنوان مدیر عامل،کاپتان محمدهادی بهادری جهرمی به عنوان مدیر آموزش کاپتان اسفندیاری به عنوان مسئول عملیات پرواز و مهندس محمد شفیع خانی غلباش به عنوان هماهنگ‌کننده پروازها و سرکار خانم اسفندیاری به عنوان مدیر داخلی، در این شرکت فعالیت می‌کنند..برای ثبت نام کلاس خلبانی در شیراز و یا انجام پرواز تفریحی در شیراز می توانید با جناب کاپتان خواجه : ۰۹۱۷۷۳۸۷۵۵۶ تماس حاصل فرمایید. شماره تماس فرودگاه زرقان: ۳۸۳۰۳۲۳۲-۰۷۱